# حسين عبد الله (لاعب كرة قدم إماراتي)
حسين عبد الله عمر (مواليد 11 يناير 1997، لاعب كرة قدم إماراتي يجيد اللعب في الوسط.

## مسيرة اللاعب
لعب مع نادي العين ونادي النصر ونادي حتا ونادي دبا الفجيرة.
و هو شقيق اللاعب محسن عبد الله .

## روابط خارجية
- حسين عبد الله عمر على موقع Soccerway.com (الإنجليزية)
- حسين عبد الله عمر على موقع كووورة